# PT 109
PT 109는 미국에서 제작된 레슬리 H. 마티슨 감독의 1963년 드라마, 전쟁 영화이다. 클리프 로버트슨 등이 주연으로 출연하였다.

## 출연

### 주연
- 클리프 로버트슨

### 조연
- 타이 하딘
- 제임스 그레고리
- 로버트 컬프